# Boris Christow (śpiewak)
Boris Kiriłow Christow (bułg. Борис Кирилов Христов; ur. 18 maja 1914 w Płowdiwie, zm. 28 czerwca 1993 w Rzymie) – bułgarski śpiewak operowy, powszechnie uważany za jednego z najwybitniejszych basów XX wieku.

## Dzieciństwo i nauka
Urodził się w Płowdiwie, gdzie jego ojciec był nauczycielem francuskiego w tamtejszym liceum. Rodzina pochodziła z miasta Bitola (obecnie Macedonia). Jego ojciec oraz dziad działali w organizacjach rewolucyjno-wyzwoleńczych na terenach ówczesnego Imperium Osmańskiego. Boris miał brata Nikołaja, późniejszego oficera i członka WRMO (Wewnętrznej Macedońskiej Organizacji Rewolucyjnej). Gdy Boris był dzieckiem, rodzina przeniosła się do Sofii i zamieszkała w domu przy ulicy Cara Samuila 43 (obecnie Centrum Muzyczne „Борис Христов”). Od chłopięcych lat wykazywał talent do śpiewu i śpiewał jako chłopiec w chórze Aleksandra Newskiego w Sofii. Śpiewał później także w sofijskim chórze Gusla.
W 1934 roku wysłuchał w Operze Sofijskiej Fiodora Szalapina w roli Godunowa w operze Borys Godunow, co odegrało ważną rolę we wzmacnianiu jego zainteresowania operą. W tym czasie ukończył liceum, a w 1942 roku Wydział Prawa Uniwersytetu w Sofii i rozpoczął karierę jako sędzia. Nadal śpiewał w wolnym czasie w chórze Gusla, odnosząc ogromny sukces jako solista chóru w 1940 roku. Dzięki państwowej dotacji Christow wyjechał w maju 1942 roku do Włoch, gdzie studiował przez dwa lata włoski repertuar basowy u wybitnego barytona starszej generacji, Riccardo Stracciarego.

## Kariera wykonawcza
Kilkakrotnie występował z solowymi koncertami w Austrii w 1944 i 1945 roku, po czym wrócił do Włoch w grudniu 1945 roku. Swój operowy debiut miał w partii Colline w Cyganerii w Reggio di Calabria 12 marca 1946 roku. W kolejnych latach pojawił się w niektórych rolach w mediolańskiej operze "La Scala”, weneckiej "La Fenice”, Operze Rzymskiej, Covent Garden w Londynie, teatrach operowych w Neapolu, Barcelonie, Lizbonie, Rio de Janeiro i innych.
W 1950 roku został zaproszony do zaśpiewania w Metropolitan Opera w Nowym Jorku. Odmówiono mu jednak wjazdu do USA z powodu Aktu Imigracyjnego McCarrana, które zakazało obywatelom bloku Wschodniego wjazdu do kraju. Po osłabieniu ograniczeń wjazdowych Christow miał operowy debiut w USA w 1956 roku w San Francisco Opera. Odmawiał później kolejnych zaproszeń do Metropolitan Opera i nigdy się tam nie pojawił. Po krótkiej nieobecności na scenie z powodu operacji guza mózgu (1964) wznowił swą karierę w 1965 roku choć znacznie wolniejszym tempie. W 1967 roku pozwolono mu wrócić do Bułgarii – po raz pierwszy od 1945 roku – na pogrzeb matki.
W latach 70. występował często na scenach koncertowych. Jego kariera koncertowa dobiegła końca podczas koncertu finałowego w Accademia di Bulgaria w Rzymie 22 czerwca 1986 roku. Zmarł w Rzymie w 1993 roku, a jego ciało powróciło do Bułgarii, gdzie odbył się państwowy pogrzeb i pochówek w sofijskiej Katedrze Aleksandra Newskiego.

## Głos, repertuar, charakter
Christow miał wybitny głos o charakterystycznej ciemnej barwie. Chociaż nie miał tak mocnego głosu jak niektóre inne basy, nie miał problemów z występowaniem w dużych salach koncertowych, takich jak opera w San Francisco. Dzięki swej prezencji na scenie i dramatycznemu temperamentowi był godnym spadkobiercą wielkiej tradycji słowiańskich basów, takich jak Fiodor Strawinski, Fiodor Szalapin, Aleksander Kipnis i Mark Rejzen i wielu innych. Śpiewał głównie w operach Verdiego oraz repertuar rosyjski, a także kameralistykę wokalną.
Wśród jego najbardziej znanych ról były: Car Borys (Musorgski – Borys Godunow), Filip II (Giuseppe Verdi – Don Carlos), Мefistofeles (Gounod – Faust i Boito – Mefistofele), Iwan Susanin (Glinka – Życie za króla), Zachariasz (Verdi – Nabucco), Car Iwan (Rimski-Korsakow – Iwan Groźny), Dosifiej (Musorgski – Chowańszczyzna), Gomez da Silva (Verdi – Ernani), Fiesco (Verdi – Simon Boccanegra), Attila (Verdi – Attila),  Padre Guardiano (Verdi – Moc przeznaczenia), Włodzimierz Halicki i Kończak (Borodin – Kniaź Igor) i inne.
Christow dokonał nagrań studyjnych z ośmiu oper (Don Carlos, Borys Godunow i Faust dwa razy) oraz licznych nagrań koncertowych radiowych i ze spektakli. Podziwiany był jako wykonawca pieśni. Nagrał ponad 200 rosyjskich pieśni różnych kompozytorów, m.in. wszystkie 63 pieśni Musorgskiego, Czajkowskiego, Rimskiego-Korsakowa, Glinki, Borodina, Cui, Bałakiriewa, a także pieśni ludowe, głównie z akompaniamentem fortepianu. Zapoczątkował tradycję nagrań studyjnych Borysa Godunowa, śpiewając wszystkie 3 role basowe (Borys, Warłam i Pimen).
W czasie, gdy był artystą scenicznym Christow często popadał w konflikty z innymi śpiewakami i producentami, co niekiedy doprowadzało do publicznych skandali. W 1955 roku pokłócił się z Marią Callas w spektaklach Medei w Operze Rzymskiej. W 1961 roku został rozwiązany jego kontrakt z La Scalą po otwartym konflikcie z bułgarskim kolegą Nikołajem Gjaurowem, którego oskarżył o współpracę z bułgarskim reżimem komunistycznym. Herbert von Karajan próbował nakłonić go do zaśpiewania głównej roli w Don Giovannim, co nie zyskało akceptacji artysty ze względu na nieodpowiedni zakres jego głosu. To skłoniło go do zerwania relacji z Karajanem.

## Prywatnie
Był szwagrem włoskiego barytona Tito Gobbiego. Jego żoną od 1949 roku była Franca Christoff de Rensis.

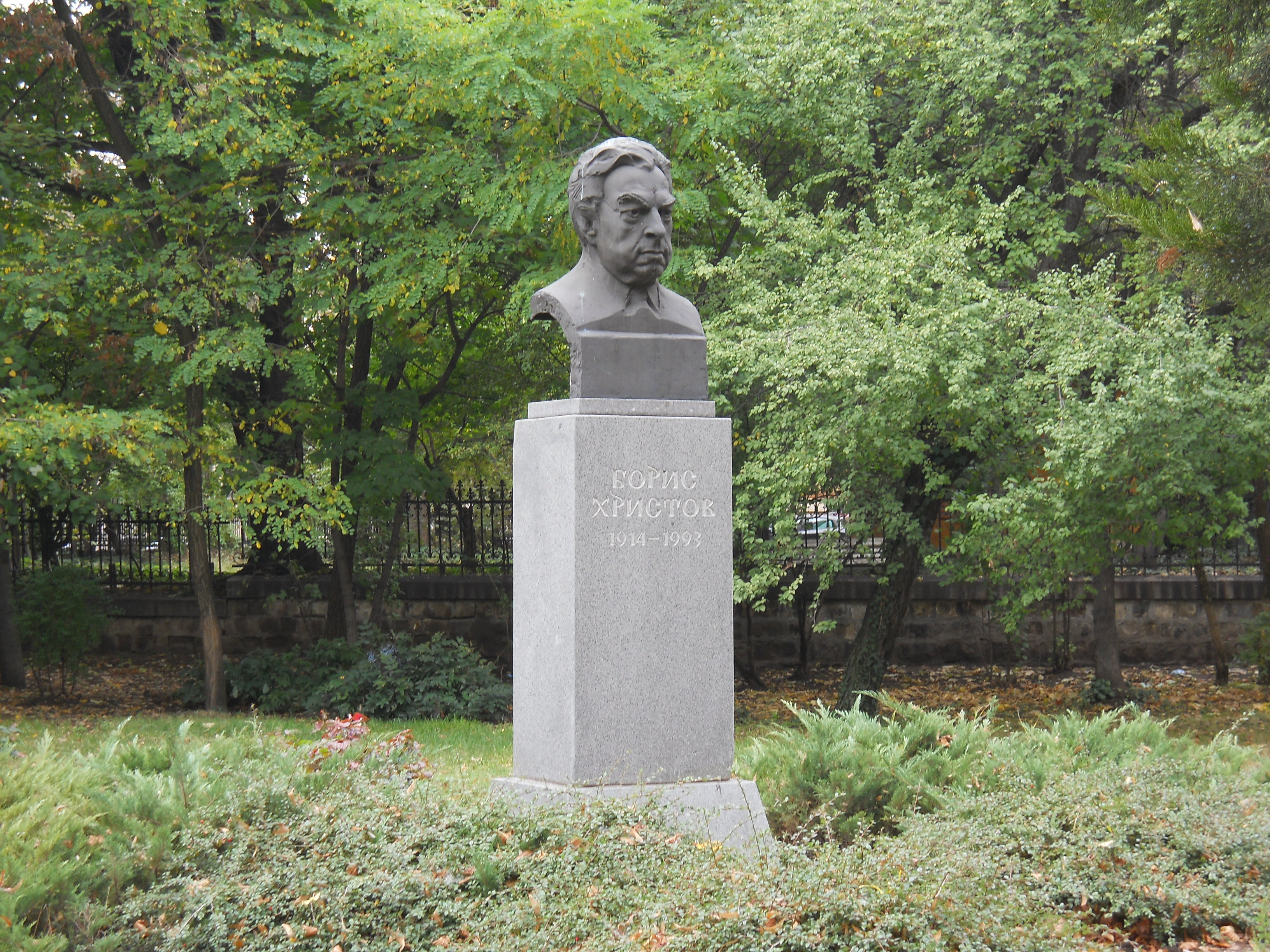
Pomnik Borisa Christowa w pobliżu Katedry Aleksandra Newskiego w Sofii, Bułgaria

## Nagrania
Wybrana dyskografia i filmografia:
- Kompletne nagrania pieśni Musorgskiego dostępne w wydaniach wytwórni EMI;
- 3 nagrania Requiem Verdiego: pod dyr. Tullio Serafina w Rzymie w 1959, pod dyr. Herberta von Каrajana oraz pod dyr. Bruno Bartolettiego;
- 2 nagrania Borysa Godunowa (Christow śpiewa 3 role: Borysa, Pimena i ojca Warłama);
- 2 wykonania w dziełach Wagnera, oba w wersji włoskiej: Gurnemanz w Parsifalu, (Rzym, 1950) pod dyr. Vittorio Gui oraz w partii jubilera Pognera w Śpiewakach norymberskich (nagranie studyjne, Turyn 1962) pod dyr. Lovro von Matačića.
- Recital w Lugano 1976 [DVD]

## Nagrody
- Nagroda Fundacji Muzycznej Léonie Sonning (1969; Dania)

## Upamiętnienia
- Międzynarodowy Konkurs dla Młodych Śpiewaków Operowych w Sofii im. Borisa Christowa[9]
- Dom Kultury im. Borisa Christowa w Płowdiwie[10]
- Pomnik Borisa Christowa na placu św. Aleksandra Newskiego w Sofii